# Lepadella similis
Lepadella similis är en hjuldjursart som först beskrevs av Lucks 1912.  Lepadella similis ingår i släktet Lepadella, och familjen Lepadellidae. Arten är reproducerande i Sverige.